# Sicherheitsschraube
Eine Sicherheitsschraube ist eine Schraube mit einem speziellen Schraubenkopf, sodass die Schraube nur mit einem speziellen, nicht allgemein gebräuchlichen Werkzeug oder gar nicht gelöst werden kann.
| Typische Schraubenkopfantriebe von Sicherheitsschrauben | Typische Schraubenkopfantriebe von Sicherheitsschrauben |
| ------------------------------------------------------- | ------------------------------------------------------- |
|                                                         | Innen-Sechskant mit Stift                               |
|                                                         | Torx mit Stift (Torx-TR)                                |
|                                                         | Innen-Vielzahn (XZN)                                    |
|                                                         | Einweg-Schlitz                                          |
|                                                         | Tri-Wing                                                |
|                                                         | Torq-Set                                                |
|                                                         | Pentalob                                                |
|                                                         | Spanner                                                 |
|                                                         | Bristol                                                 |

Einfache Sicherheitsschrauben lassen sich mit speziellem Werkzeug – zum Beispiel mit einem speziellen Schraubenzieher oder mit speziellen Schraubenbits – sowohl anziehen als auch losdrehen.
Einwegschrauben können mit einem normalen Schraubenzieher nur festgezogen, aber nicht gelöst werden. Die Flanken des Schlitzes sind in der Gegenrichtung abgeschrägt, sodass der Schraubenzieher keinen Halt findet (Einwegantrieb). Ist ein Lösen erforderlich, so muss Spezialwerkzeug (z. B. ein Linksausdreher) verwendet werden.

## Schraubenkopf-Formen
Sicherheitsschrauben haben besondere Formen des Schraubenkopfs, auch Schraubenkopfantrieb genannt:
- Innensechskant- oder Torxprofil mit Mittelstift, so geformt, dass nur ein Schraubenzieher mit einer entsprechenden Innenbohrung Halt findet; diese Schrauben können nach Wegbrechen des Stiftes geöffnet werden.
- Dreiflügelige Kreuzschlitzschrauben, bei denen die Flügel zum Mittelpunkt zeigen (Y-Type) oder sich nicht im Mittelpunkt treffen (Tri-Wing).
- Vierflügelige Kreuzschlitzschrauben, bei denen die Flügel des Kreuzes nicht zum Mittelpunkt zeigen (Torq-Set).
- Flachschlitz mit Unterbrechung oder Doppellochkopf: Die Schraubenzieherklinge muss eine entsprechende Aussparung besitzen („Spannerbit“).
- Innenvierkant-(Robertson-Schraube) und Innendreikant, Außendreikant (z. B. früher bei ex-geschützten Gehäusen verwendet).
- Einweg-Schlitz: Schlitzschrauben mit zur Löserichtung hin angeschrägter Flanke.
- Asymmetrische Innenverzahnung, zu der ein passender Adapter mitgeliefert wird. Einsatz z. B. als Diebstahlschutz für Fahrzeugräder (Radschraubensicherung); üblicherweise wird dabei nur eine der Radschrauben eines Rades durch eine Sicherungsschraube ersetzt.
- Vielzahlköpfe, bei denen mehrere Lücken ausgelassen sind, sodass passende kodierte Schlüssel möglich sind, eingesetzt z. B. bei Gepäckträgern für Autodächer.

Siehe auch: Liste der Schraubenkopfantriebe

## Anwendungen
Durch Sicherheitsschrauben wollen die Gerätehersteller zumeist erschweren, dass der Anwender ein Gerät öffnet und repariert, anstatt ein neues zu kaufen.
In explosionsgeschützten Bereichen werden Sicherheitsschrauben an Gehäusen verwendet, die im Inneren mögliche Zündquellen enthalten.
Sicherheitsschrauben werden weiterhin verwendet, um unbefugter Demontage oder Diebstahl entgegenzuwirken, zum Beispiel bei Schrauben in öffentlichen Verkehrsmitteln, Radschrauben von Pkw und Schrauben zur Befestigung des Kfz-Kennzeichens.
Nur für einige Sicherheitsschrauben werden Bits (Schraubenzieher-Einsätze) im Handel angeboten, deswegen bleibt Handwerksbetrieben und Repair-Cafés oft nur der Versuch, Sicherheitsschrauben auszubohren.

## Abreißschrauben

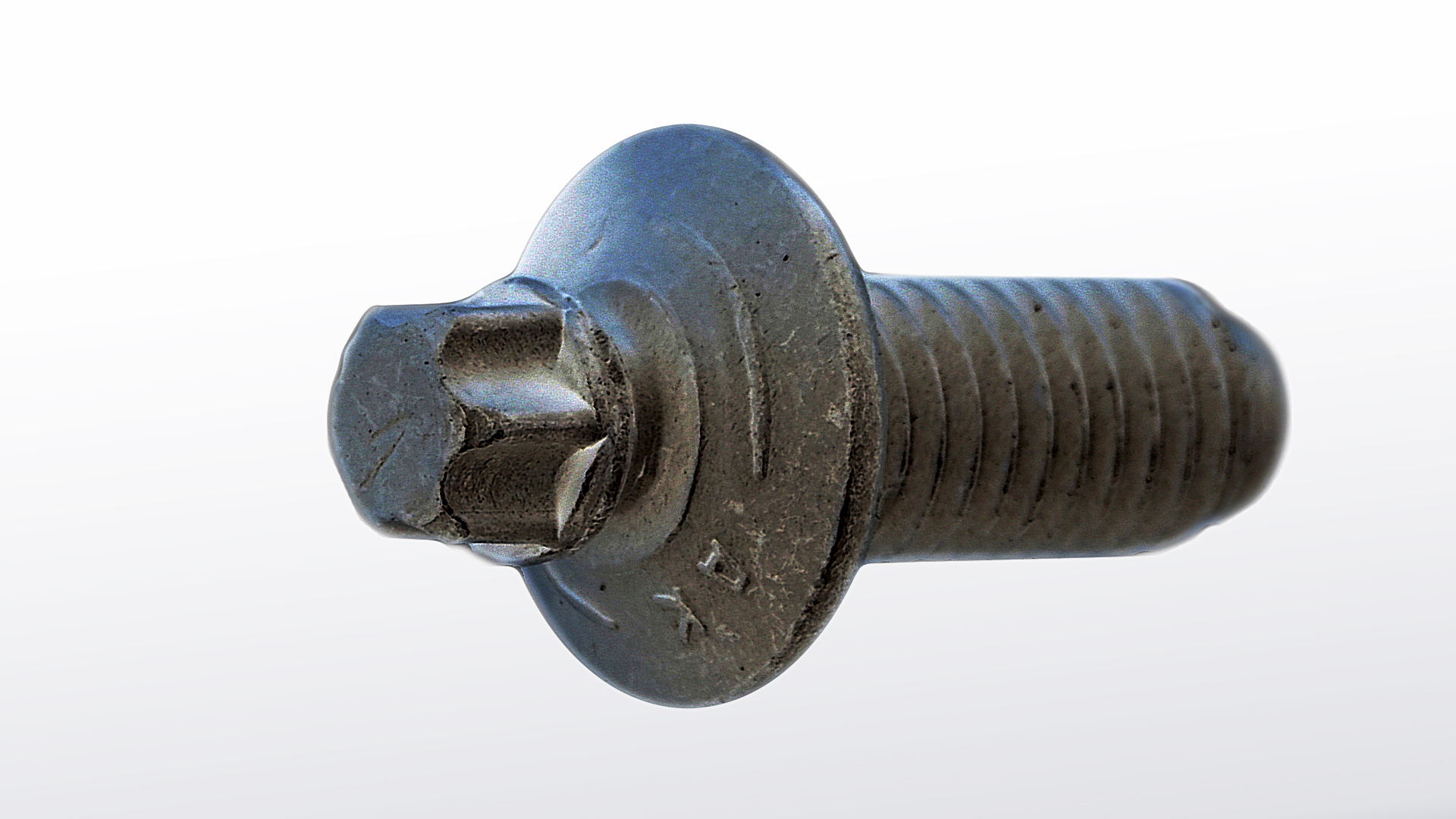
Abreißschraube

Abreißschrauben können mit Standardwerkzeug montiert werden, aber der Sechskantteil bricht bei einem bestimmten Drehmoment bei der Montage geplant ab. Am Schluss der Montage bleibt der darunterliegende runde Teil des Schraubenkopfes erhalten. Jedoch kann dieser verbleibende Teil der Schraube nicht mehr mit einem Standardwerkzeug gelöst werden.